# Forn de calç del collet de la Cogulera
El Forn de calç del collet de la Cogulera és una obra de Bellver de Cerdanya (Baixa Cerdanya) inclosa a l'Inventari del Patrimoni Arquitectònic de Catalunya.

## Descripció
S'hi arriba per la pista forestal que comunica Bor amb la Cogulera, i se situa als voltants del Collet de la Cogulera.
Es tractava d'una estructura arquitectònica de planta quadrangular, bastida amb pedra i morter. Actualment es troba pràcticament enderrocada, restant-ne sols vestigis dels murs.